# Ruta del Modernisme

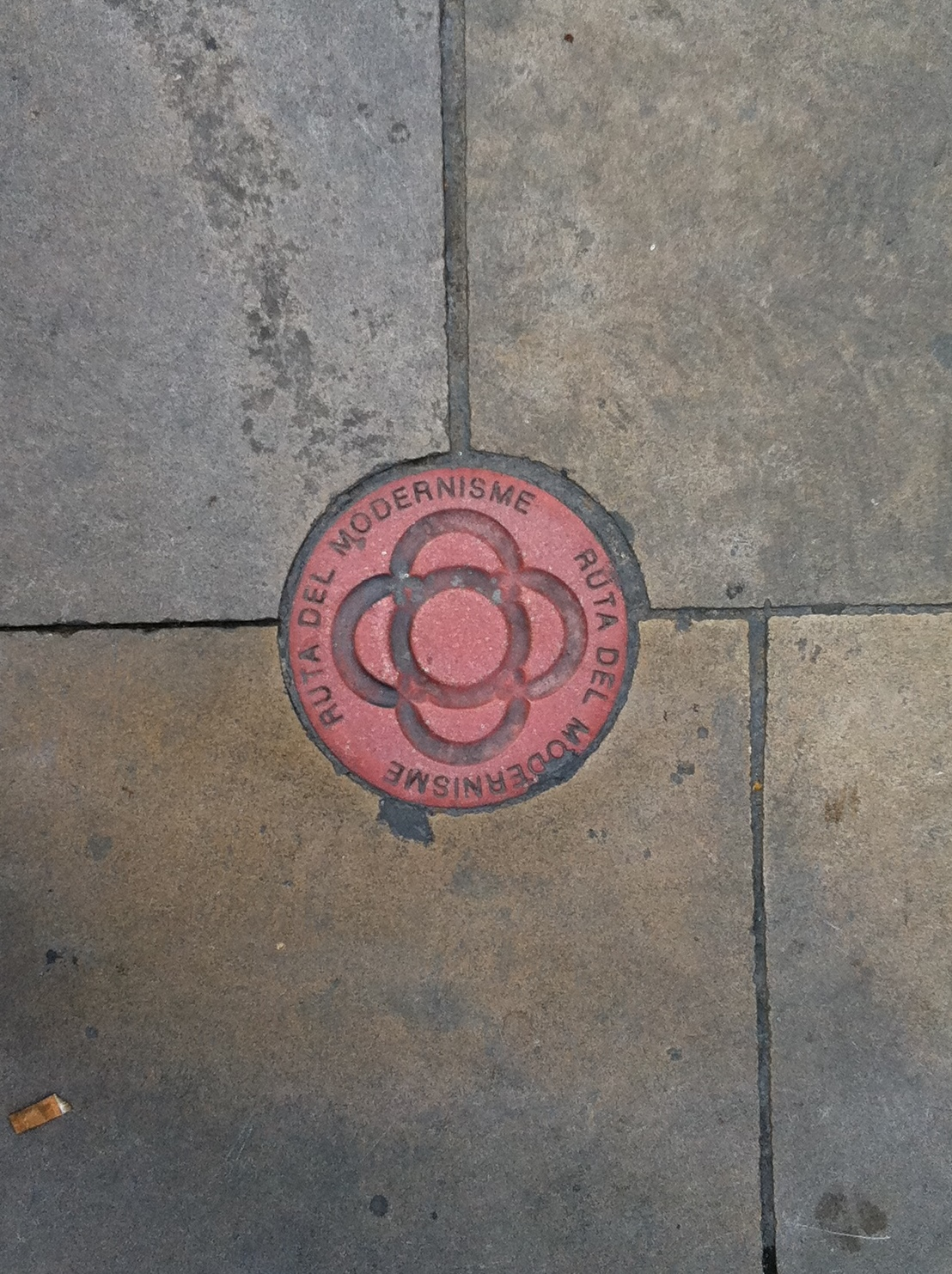
Senyalització de la Ruta del Modernisme a Barcelona

La Ruta del Modernisme a la capital catalana de Barcelona és obra de l'Ajuntament de Barcelona, en concret de l'Institut Municipal del Paisatge Urbà i la Qualitat de Vida (IMPU), i consisteix en un itinerari per la Barcelona de Gaudí, Domènech i Montaner i Puig i Cadafalch, entre d'altres. Ofereix una secció transversal a través de l'obra d'aquests arquitectes, però omet diversos edificis d'aquesta època, ja que no es tracta d'una visita exhaustiva per totes les seves obres, sinó d'una selecció.
A la seu de l'IMPU (av. Drassanes, 6, planta 21, de 9 a 14h de dill a div no festius), o als Pavellons Güell (av. Pedralbes, 7, dissabtes i diumenges de 10 a 16h) ofereixen una guia en diversos idiomes (Espanyol, Català, Anglès i Francès -en aquest idioma exhaurida-), combinat amb un llibre de cupons de descompte per a l'entrada d'alguns edificis, vàlid per un any. A més a més, la ruta està senyalitzada als carrers de la ciutat amb la rajola vermella i rodona de la fotografia.
L'any 2013, la Ruta del Modernisme va impulsar, juntament amb la Universitat de Barcelona, el I Congrés Internacional sobre Art Nouveau i Modernisme que es va celebrar a la ciutat de Barcelona.

## Obres de la Ruta
Tot i que en un inici la ruta estava formada per 115 obres modernistes de la ciutat de Barcelona, actualment en són 120. Algunes d'elles són:
| - Casa Calvet - Casa Golferichs - Fàbrica Casaramona - Temple Expiatori de la Sagrada Família - Park Güell | - Casa Vicens - Casa Muley-Afid - Convent de Valldonzella - Gran Teatre del Liceu - Palau Güell | - Mercat de la Boqueria - Catalana de Gas - Palau de la Música Catalana - Casa de la Lactància - Museu Nacional d'Art de Catalunya | - Casa Amatller - Torre Bellesguard - CosmoCaixa Barcelona - Museu del Modernisme Català - Gaudí Experiència |